# Сеньківський Всеволод Миколайович
Всеволод Миколайович Сеньківський, доктор технічних наук, професор, завідувач кафедри електронних видань Української академії друкарства

## Біографія
Народився 16 березня 1943 р. в с. Колоколині Рогатинського району Станіславської області.
Після завершення середньої школи 1961 р. вступив на механіко-математичний факультет Львівського державного університету ім. Івана Франка, який закінчив 1969 р.
1962—1965 рр. — служба у ЗС.
Протягом 1970—1986 рр. працював у УкрНДІ поліграфічної промисловості: старший науковий співробітник і керівник групи; завідувач відділом програмування та обчислювальних методів; завідувач лабораторії редакційно-видавничих систем; завідувач відділу розробки автоматизованих систем переробки текстової інформації; завідувач відділом автоматизованих систем управління.
1982 р. в ВНДІ комплексних проблем поліграфії захистив дисертаційну роботу «Исследование и разработка информационного и математического обеспечения систем переработки текста книжных изданий» на здобуття наукового ступеня кандидата технічних наук.
Переходить на роботу до Українського поліграфічного інституту ім. Івана Федорова, де працював на кафедрі вищої математики: старший викладач (1986—1989), доцент (1989—1992).
1991 р. ВАК затвердив В. М. Сеньківського у вченому званні доцента по кафедрі вищої математики та обчислювальної техніки.
Доцент (1992—1997), а потім професор (1997—1998) кафедри прикладної математики (потім кафедра називалася — прикладної математики та комп'ютерних інформаційних систем). У 1998—2009 рр. завідував цією кафедрою.
1996 р. в Українській академії друкарства захистив дисертаційну роботу «Методологія проектування систем комп'ютерного підготування видань» на здобуття наукового ступеня доктора технічних наук.
2001 р. рішенням атестаційної колегії Міністерства освіти і науки України В. М. Сеньківському присвоєно вчене звання професора кафедри прикладної математики та комп'ютерних інформаційних систем.
З 2008 рр. завідувач кафедри електронних видань Української академії друкарства.

## Творчий доробок

Покажчик праць, 2008

В. М.  Сеньківський автор та співавтор більше 100 наукових та навчально-методичних публікацій, серед яких книги «Автоматизация фотонаборных процессов» (Львів, Вид-во при Львів. держ. університеті, 1987), «Автоматизированные системы переработки текстовой информации» (М., Книга, 1991), «Системний аналіз та оптимізація параметрів книжкових видань» (Львів, Укр. акад. друкарства, 2006), «Автоматизоване проектування книжкових видань» (Львів, Укр. акад. друкарства, 2008), «Читання як проблема вільного часу» (Львів, Укр. акад. друкарства, 2009).
В. М.  Сеньківський багаторічний член науково-технічної ради академії друкарства та спеціалізованої ради по захисту кандидатських і докторських дисертацій, член експертної ради ВАКу.
Член редколегії наукових збірників «Поліграфія і видавнича справа», «Квалілогія книги», «Наукові записки», «Комп'ютерні технології друкарства».
Під його керівництвом І. В. Гілета, Н. С. Гургаль, І. В. Калиній, Р. О. Козак, В. Ф. Кохан, О. В. Литовченко, О. В. Овсяк, Т. В. Олянишен, Ю. В. Ратушняк, Р. Й. Ріпецький захистили дисертаційні роботи на здобуття наукового ступеня кандидата технічних наук.